# Köbi Kuhn
Pour les articles homonymes, voir Kuhn.
Jakob Kuhn, dit Köbi Kuhn, né le 12 octobre 1943 à Zurich et mort le 26 novembre 2019 à Zollikerberg, est un joueur et entraîneur suisse de football.

## Biographie

### En tant que joueur

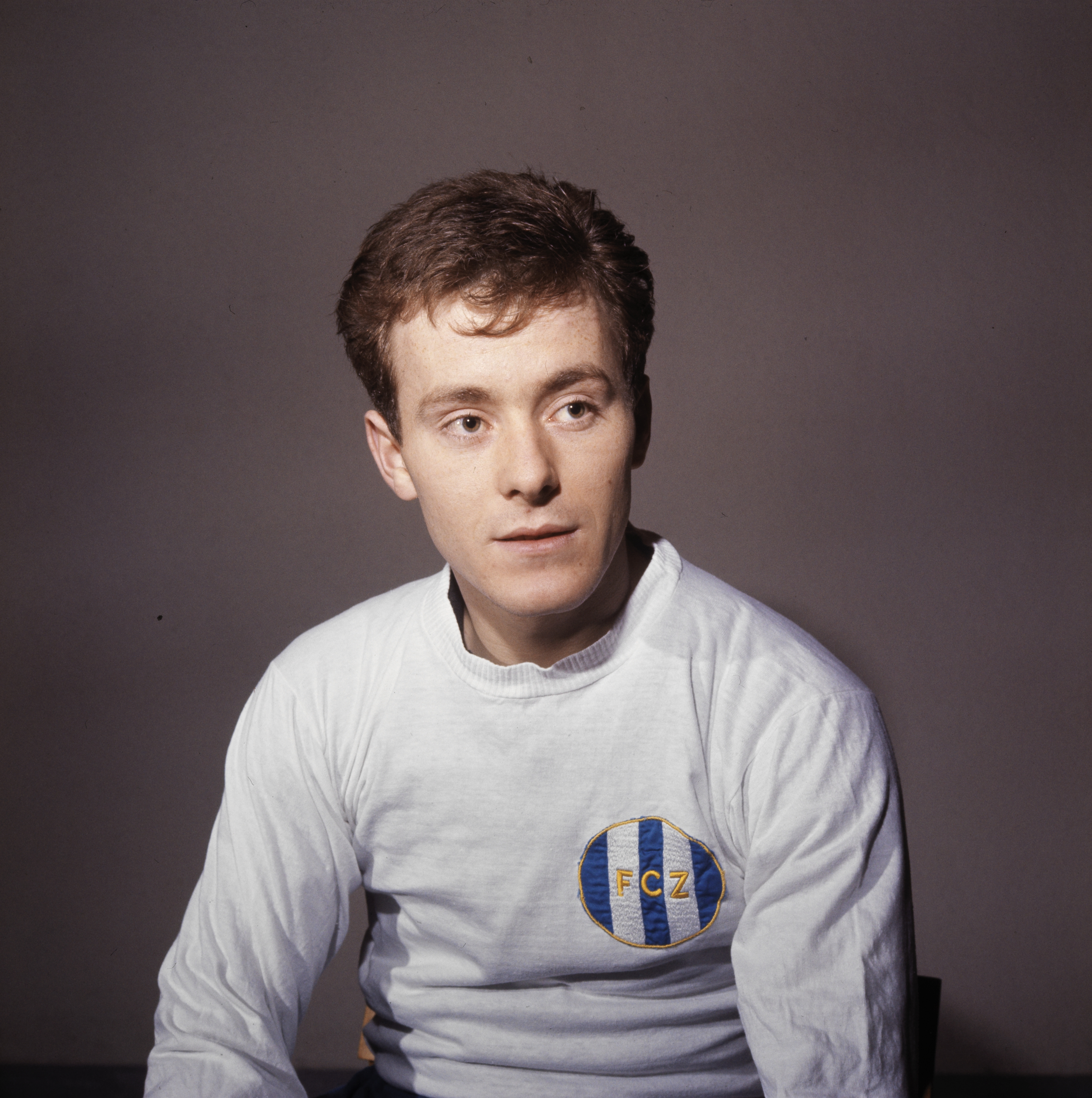
Köbi Kuhn en 1963.

#### En club
Köbi Kuhn joue durant 17 ans pour le FC Zurich, entre 1960 et 1977, étant aligné à 554 reprises et marquant 103 buts.

### En tant qu'entraîneur

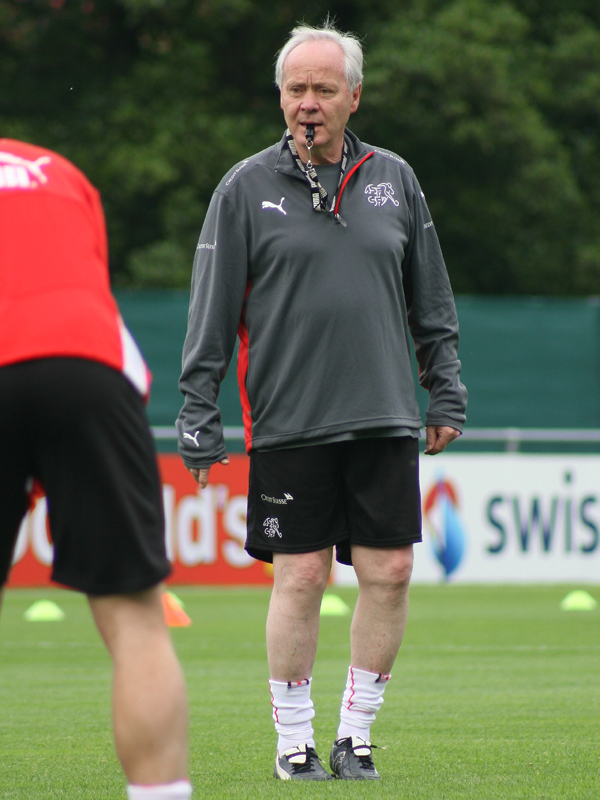
Köbi Kuhn dirigeant un entraînement en préparation de l'Euro 2008.

En mai 1983, Köbi Kuhn est nommé par intérim, jusqu’au terme de la saison 1982-1983 entraîneur du FC Zurich, en remplacement de Max Merkel et parvient à qualifier son équipe pour la Coupe UEFA. En novembre de la même année, il retrouve le banc du Letzigrund lorsque Hans Kodric est remercié et lui cède la place jusqu’au terme de la saison 1983-1984. Il travaille ensuite comme agent d’assurance et, après avoir fait faillite en 1990, il est engagé par le FC Zurich en tant que coordinateur et entraîneur au sein du mouvement junior,. En mars 1995, il est nommé assistant de Raimondo Ponte à la tête de la première équipe du FC Zurich.
En décembre 1995, il est engagé par l’Association suisse de football (ASF), où il prend la succession de Karl Engel dans le système de formation national alors nouvellement mis en place. D’abord responsable des moins de 17 ans puis des moins de 18 ans, il est nommé, en 1998, à la tête de l’équipe de Suisse espoirs en remplacement de Michel Renquin. Après trois années fructueuses avec les espoirs helvétiques, Kuhn est choisi, en 2001, pour devenir le sélectionneur de l’équipe de Suisse, où il remplace l’Argentin Enzo Trossero.
Köbi Kuhn prend sa retraite d'entraîneur national au terme du match Suisse-Portugal (2-0) lors de l'Euro 2008 en Suisse.

### Mort
Hospitalisé en raison de problèmes pulmonaires à l’hôpital de Zollikerberg, Köbi Kuhn y meurt le 26 novembre 2019.

## Palmarès
- Six fois champion de Suisse avec le FC Zurich : en 1963, 1966, 1968, 1974, 1975 et 1978
- Cinq fois vainqueur de la Coupe de Suisse avec le FC Zurich : en 1966, 1970, 1972, 1973 et 1976